# La Rivoluzione Liberale
La Rivoluzione Liberale (italiano: Revolução Liberal) foi uma revista liberal antifascista italiana publicada semanalmente em Turim entre 1922 e 1925. A revista é mais conhecida por seu fundador, Piero Gobetti.

## História e perfil
La Rivoluzione Liberale foi fundada em Turim por Piero Gobetti em 1922, e a primeira edição foi publicada em 12 de fevereiro daquele ano. Gobetti também editou a revista publicada semanalmente pela Einaudi. Sua editora era uma pequena empresa de propriedade de Gobetti.
No primeiro número a revista declarou-se um fórum de discussão dos problemas relativos ao sistema político italiano e à vida cívica e cultural do Reino. Tentou informar os seus leitores sobre as origens destes problemas e sobre as teorias de governo de Gobetti e as suas opiniões sobre uma nova síntese política. Gobetti utilizou a revista como veículo para apresentar uma revolução liberal que, segundo ele, o Reino não havia experimentado. Uma das colaboradoras foi Ada Gobetti, esposa de Piero. Devido à sua oposição ao governo fascista e às políticas do Reino, a revista foi sujeita a proibições frequentes e foi permanentemente fechada em novembro de 1925.